# 17 (álbum de Ricky Martin)
17 é o terceiro álbum de álbum de grandes sucessos do cantor porto-riquenho Ricky Martin, lançado pela Sony BMG Norte em 18 de novembro de 2008, em CD e DVD, nos Estados Unidos e na América Latina. O CD inclui dezessete canções de dezessete anos de carreira musical de Martin, sendo treze sucessos em espanhol, duas canções em inglês e duas faixas em espanglês. 17 não inclui nenhum material novo, no entanto, algumas canções são apresentadas em versões remixadas. A lista de faixas do DVD difere da do CD e contém alguns outros sucessos de Martin.

## Lista de faixas
| 17 – CD padrão |                                                        |                                                           |                                             |         |  |
| N.º            | Título                                                 | Compositor(es)                                            | Produtor(es)                                | Duração |  |
| 1.             | "Fuego Contra Fuego" (Versão de 2001)                  | Carlos Goméz Mariano Perez                                | López Torres                                | 4:26    |  |
| 2.             | "El Amor de Mi Vida" (Versão de 2001)                  | Eddie Sierra                                              | López Torres                                | 3:57    |  |
| 3.             | "Que Dia Es Hoy" ("Self Control") (Remix)              | Mikel Herzog                                              |                                             | 4:50    |  |
| 4.             | "Te Extraño, Te Olvido, Te Amo"                        | Carlos Lara                                               | Porter                                      | 4:39    |  |
| 5.             | "María" (Remix Spanglish Version)                      | Luis Gómez Escolar K. C. Porter Ian Blake                 | Porter Draco Rosa Pablo Flores Javier Garza | 4:30    |  |
| 6.             | "Vuelve"                                               | Franco De Vita                                            | Porter, Rosa                                | 5:08    |  |
| 7.             | "La Copa de la Vida" (Spanglish Version)               | Escolar Desmond Child Draco Rosa                          | Child, Rosa                                 | 4:37    |  |
| 8.             | "La Bomba" (Remix)                                     | Escolar Porter Rosa                                       | Porter Rosa                                 | 4:27    |  |
| 9.             | "Livin' la Vida Loca"                                  | Escolar Child Rosa                                        | Child                                       | 4:03    |  |
| 10.            | "Bella" ("She's All I Ever Had")                       | Escolar Jon Secada Rosa George Noriega                    | Secada Noriega                              | 4:54    |  |
| 11.            | "Nobody Wants to Be Lonely" (com Christina Aguilera)   | Child Victoria Shaw Gary Burr                             | Walter Afanasieff                           | 4:12    |  |
| 12.            | "Tal Vez"                                              | Vita                                                      | Tommy Torres                                | 4:39    |  |
| 13.            | "Asignatura Pendiente"                                 | Ricardo Arjona                                            | Torres                                      | 3:58    |  |
| 14.            | "Y Todo Queda en Nada"                                 | Estéfano Julio Reyes                                      | Estéfano                                    | 4:38    |  |
| 15.            | "I Don't Care" (Remix) (com part. de Fat Joe e Amerie) | Joe Cartagena Scott Storch Sean Garrett                   | Storch                                      | 3:36    |  |
| 16.            | "Déjate Llevar" ("It's Alright")                       | Danny López George Pajon Jr. Javier García Soraya Lamilla | will.i.am López Pajon                       | 3:34    |  |
| 17.            | "Tu Recuerdo" (Ao Vivo) (com part. de La Mari)         | Torres                                                    |                                             | 4:07    |  |
| Duração total: | Duração total:                                         | Duração total:                                            | Duração total:                              | 74:29   |  |

| 17 – Faixa bônus do iTunes |                 |                                  |                |         |  |
| N.º                        | Título          | Compositor(es)                   | Produtor(es)   | Duração |  |
| 18.                        | "I'm on My Way" | Child Rosa Juan Vicente Zambrano | Zambrano       | 4:07    |  |
| Duração total:             | Duração total:  | Duração total:                   | Duração total: | 78:36   |  |

## Tabelas
| Tabela musical (2008–2010)                 | Melhor posição |
| ------------------------------------------ | -------------- |
| Argentinian Albums (CAPIF)                 | 4              |
| Grécia (IFPI)                              | 19             |
| México (Top 100)                           | 10             |
| Espanha (PROMUSICAE)                       | 16             |
| Estados Unidos (Top Latin Albums)          | 21             |
| Estados Unidos (Latin Pop Albums)          | 5              |
| Estados Unidos (Billboard US Music Videos) | 25             |

| Tabela musical (2008)  | Posição |
| ---------------------- | ------- |
| Uruguayan Albums (CUD) | 7       |

| Tabela musical (2008)           | Posição |
| ------------------------------- | ------- |
| Mexican Albums (Top 100 Mexico) | 97      |

| Tabela muscial (2009)           | Posição |
| ------------------------------- | ------- |
| US Latin Pop Albums (Billboard) | 19      |